# Giuseppe Valentino (politico)
Giuseppe Valentino (Reggio Calabria, 19 dicembre 1945) è un avvocato e politico italiano.
È stato parlamentare italiano dal 9 maggio 1996 al 14 marzo 2013, tra la Camera dei deputati e il Senato della Repubblica, e sottosegretario di Stato al Ministero della Giustizia nei governi Berlusconi II e Berlusconi III. Attualmente è presidente della Fondazione Alleanza Nazionale.

## Biografia
Nasce il 19 dicembre 1945 a Reggio Calabria, il suo omonimo nonno, anch'egli politico, era stato deputato del Regno d'Italia dal 1904 al 1909 e sindaco di Reggio Calabria dal 1918 al 1923, protagonista della ricostruzione della città a seguito del terremoto di Messina del 1908; residente a Roma, è sposato ed ha tre figli.
Si è laureato in Giurisprudenza e, quale noto avvocato penalista patrocinante in Cassazione, è stato impegnato in numerosi processi di risonanza nazionale.
In passato è stato presidente dell'Associazione per la difesa gratuita dei poveri e vice-presidente del CIDAF (Centro Italiano di Azione Forense).
Nel 1994 Valentino è stato nominato Commissario Governativo dell'UNIRE (Unione Nazionale Incremento Razze Equine), venendo designato presidente sino alle sue dimissioni nel 1995.
Il 23 febbraio 2011 è stato nominato presidente del consiglio d'amministrazione del quotidiano Il Secolo d'Italia.

## Carriera politica

### Elezione a senatore
Alle elezioni politiche del 1996 viene candidato al Senato della Repubblica nel collegio uninominale di Civitavecchia, sostenuto dalla coalizione di centro-destra Polo per le Libertà in quota Alleanza Nazionale (AN), dove viene eletto senatore della Repubblica con il 47,72% dei voti contro i candidati de L'Ulivo Fabrizio Barbaranelli (44,03%), della Fiamma Tricolore Ruggero Bianchi (4,29%), della Lista Pannella-Sgarbi Rocco Caprioi (2,66%) e del Partito Socialista Emilio Leoncini (1,29%). Nel corso della XIII legislatura Valentino è stato componente della 2ª Commissione Giustizia del Senato, del Comitato parlamentare per i procedimenti di accusa, della Giunta delle elezioni e delle immunità parlamentari e del Comitato parlamentare di controllo sui servizi segreti (COPACO).

### Sottosegretario alla Giustizia
Alle elezioni politiche del 2001 Valentino viene candidato alla Camera dei deputati nel collegio uninominale di Reggio Calabria-Sbarre, sostenuto dalla coalizione di centro-destra Casa delle Libertà in quota AN, dove viene eletto deputato alla Camera per la XIV legislatura con il 53,11% dei voti contro i candidati de L'Ulivo Pietro Morabito (35,73%), di Democrazia Europea Mario Ruggero Giovinazzo (3,64%), della Fiamma Tricolore Giovanni Vacalebre (2,93%), della Lista Di Pietro Mario Iacopino (2,87%) e della Lista Pannella-Sgarbi Francesco Murmura (1,71%).
Dopo la vittoria elettorale del centro-destra alle politiche del 2001 e la successiva formazione del secondo governo presieduto da Silvio Berlusconi, il 12 giugno 2001 viene nominato sottosegretario di Stato al Ministero della Giustizia, affiancando il ministro leghista Roberto Castelli, venendo confermato anche nel passaggio dal secondo al terzo governo Berlusconi dopo il tracollo della Casa delle Libertà alle elezioni regionali del 2005.

### Segretario della Commissione Giustizia
Alle elezioni politiche del 2006 viene ricandidato al Senato, tra le liste di AN come capolista nella circoscrizione Calabria, venendo rieletto senatore. Nella XV legislatura della Repubblica è stato segretario della 2ª Commissione Giustizia del Senato, membro della Delegazione italiana presso l'Assemblea parlamentare del Consiglio d'Europa, dove partecipa alla Commissione delle questioni giuridiche e dei diritti dell'Uomo, e presso l'Assemblea dell'Unione dell'Europa Occidentale.
Valentino è stato membro dell'esecutivo politico di Alleanza Nazionale e ha ricoperto l'incarico di presidente di AN nella provincia di Reggio Calabria.

### Presidente della Commissione contenziosa
Alle elezioni politiche del 2008 viene ricandidato al Senato, nella medesima circoscrizione in seconda posizione tra le liste del Popolo della Libertà (lista elettorale dove AN confluisce), venendo riconfermato senatore. Nel corso della XVI legislatura è stato membro della 2ª Commissione Giustizia del Senato, della Giunta delle elezioni e delle immunità parlamentari, del Comitato parlamentare per i procedimenti di accusa, della Delegazione italiana presso l'Assemblea del Consiglio d'Europa, dove partecipa sempre alla Commissione delle questioni giuridiche e dei diritti dell'Uomo, e l'Assemblea dell'Unione europea occidentale e infine presidente della Commissione contenziosa del Senato della Repubblica.
A maggio 2009, dopo la confluenza di AN nel Popolo delle Libertà (PdL), è stato nominato coordinatore vicario della consulta tematica del PdL che si occupa di giustizia.

### Fuori dal Parlamento
Alle elezioni politiche del 2013 decide di non ricandidarsi tra le liste del PdL, terminando la propria attività politica.
Il 14 novembre 2017 è stato eletto, all’unanimità, dal consiglio di Amministrazione della Fondazione Alleanza Nazionale, presidente di tale Fondazione, succedendo a Franco Mugnai.
Il 17 gennaio 2023 viene proposto da Fratelli d'Italia al Parlamento in seduta comune come componente laico del Consiglio Superiore della Magistratura (CSM) in loro quota, ma non viene eletto a causa del ritirato appoggio alla candidatura da parte del Movimento 5 stelle e Partito Democratico, dopo che nel corso delle votazioni è stata diffusa la notizia che sarebbe indagato a Reggio Calabria. Valentino ha quindi immediatamente ritirato la propria candidatura, così che Fratelli d’Italia e la coalizione di centro-destra hanno dato indicazione di votare un altro candidato, Felice Giuffrè. Secondo diversi quotidiani, come La Repubblica e Il Riformista, sarebbe stato candidato da Fratelli d'Italia per farne il vicepresidente del CSM.

## Procedimenti giudiziari

### Inchiesta del 2004 a Catanzaro (archiviata)
Il 9 novembre 2004 Valentino è indagato, insieme ad altre persone, dalla Procura di Catanzaro, con l’accusa di aver condotto una campagna di aggressione mediatica nel tentativo di delegittimare i magistrati di Reggio Calabria. In data 18 settembre 2006, il GIP presso il Tribunale di Catanzaro ha disposto l’archiviazione delle accuse nei confronti dell’On. Valentino e di altri soggetti relative alla presunta campagna di delegittimazione dei magistrati perché “in relazione a tutte le ipotesi di reato oggetto di iscrizione a loro carico, la notitia criminis risulta affatto infondata”. Per quel che concerne l’On. Valentino, si legge che l’accusa a lui rivolta “risulta destituita di ogni fondamento e oggettivamente inattendibile, alla stregua degli accertamenti eseguiti, con esito affatto negativo”. 

### Inchiesta Bancopoli (archiviata)
Il 9 novembre 2006 viene indagato dalla Procura di Roma con l'accusa di favoreggiamento personale nei confronti dell'imprenditore immobiliare Stefano Ricucci, nell'ambito dello scandalo Bancopoli. Secondo gli inquirenti, sulla base di dichiarazioni di Giampiero Fiorani, Valentino sarebbe stato una delle fonti attraverso le quali Ricucci, assistito dall’Avv. Valentino sino alla nomina a Sottosegretario, venne a conoscenza delle intercettazioni a suo carico. Nell'interrogatorio dinanzi al PM di Roma in data 16 maggio 2006, Ricucci aveva negato di aver mai ricevuto tale informazione e tantomeno di averla divulgata a Fiorani. In un'intervista a Il Giornale, Valentino si difende e nega ogni accusa, ricevendo inoltre la "piena solidarietà" da parte del presidente di Alleanza Nazionale Gianfranco Fini. Il procedimento è stato successivamente archiviato.

### Indagini a Reggio Calabria
Il 14 aprile 2021 viene reso noto che la Direzione Distrettuale Antimafia (DDA) di Reggio Calabria ha posto sotto indagine Valentino, insieme all'ex presidente della Provincia di Reggio Calabria ed europarlamentare Umberto Pirilli, per reati connessi ad altro procedimento; i reati contestati a Valentino e Pirilli non vengono però resi noti. Interrogato dalla difesa dell’imputato Alberto Sarra, Valentino si avvale della facoltà di non rispondere.